# Marysville (Californie)
Pour les articles homonymes, voir Marysville.
Marysville est une ville de l’État de Californie, siège du comté de Yuba, aux États-Unis. Sa population s’élève à 12 072 habitants lors du recensement de 2010 et est estimée à 12 413 habitants en 2017.

## Démographie
| Groupe            | Marysville | Californie | États-Unis |
| ----------------- | ---------- | ---------- | ---------- |
| Blancs            | 71,0       | 57,6       | 72,4       |
| Autres            | 10,3       | 17,0       | 6,2        |
| Métis             | 7,4        | 4,9        | 2,9        |
| Afro-Américains   | 4,3        | 6,2        | 12,6       |
| Asiatiques        | 4,1        | 13,1       | 4,8        |
| Amérindiens       | 2,5        | 1,0        | 0,9        |
| Océaniens         | 0,3        | 0,4        | 0,2        |
| Total             | 100        | 100        | 100        |
|                   |            |            |            |
| Latino-Américains | 24,2       | 37,6       | 16,7       |

Selon l'American Community Survey, pour la période 2011-2015, 81,54 % de la population âgée de plus de 5 ans déclare parler anglais à la maison, alors que 11,94 % déclare parler l'espagnol, 3,24 % une langue chinoise et 3,28 % une autre langue.
Le revenu par habitant était en moyenne de 18 806 dollars par an entre 2012 et 2016, en dessous de la moyenne de Californie (31 458 dollars) et des États-Unis (29 829 dollars). Sur cette même période, 25,1 % des habitants de Marysville vivaient sous le seuil de pauvreté (contre 14,3 % dans l'État et 12,7 % à l'échelle du pays).
| 1870  | 1880  | 1890  | 1900  | 1910  | 1920  |
| ----- | ----- | ----- | ----- | ----- | ----- |
| 4 738 | 4 321 | 3 991 | 3 497 | 5 430 | 5 461 |

| 1930  | 1940  | 1950  | 1960  | 1970  | 1980  |
| ----- | ----- | ----- | ----- | ----- | ----- |
| 5 763 | 6 646 | 7 826 | 9 553 | 9 353 | 9 898 |

| 1990   | 2000   | 2010   | - | - | - |
| ------ | ------ | ------ | - | - | - |
| 12 324 | 12 268 | 12 072 | - | - | - |